# 昭仁寺
昭仁寺，位于陕西省咸阳市长武县城东大街，唐贞观年间（627年―649年）为纪念与军阀薛举、薛仁果作战的阵亡将士而建。昭仁寺大殿是全国重点文物保护单位，目前有許多觀光客來參觀，是個重要的景點。